# Chrysispa
Chrysispa es un género de escarabajos de la familia Chrysomelidae.
El género fue descrito inicialmente en 1897 por Weise. Contiene las siguientes especies:
- Chrysispa acanthina (Reiche, 1850)
- Chrysispa natalica (Péringuey, 1898)
- Chrysispa paucispina (Weise, 1897)
- Chrysispa viridiaenea (Guérin-Méneville, 1841)
- Chrysispa viridicyanea (Kraatz, 1895)